# Hongdu JL-8
L'Hongdu JL-8 (identificato anche come Nanchang JL-8), noto anche come il nome K-8 Karakorum (denominazione adottata dalla Pakistan Air Force), è un aereo da addestramento intermedio, sviluppato e costruito in collaborazione dall'azienda cinese Hongdu Aviation Industry Corporation e dalla pakistana Pakistan Aeronautical Complex. Il velivolo può svolgere anche missioni di attacco leggero, e ha riscosso un buon successo di vendite anche in paesi stranieri, infatti è stato esportato in numerosi esemplari in diverse nazioni africane ed asiatiche.

## Storia del progetto
Alla fine degli anni ottanta i governi della Cina e del Pakistan decisero di intraprendere lo sviluppo congiunto per realizzare un addestratore intermedio monomotore a 2 posti in tandem, caratterizzato da un'ottima manovrabilità e stabilità con un costo di esercizio e di manutenzione contenuto, per soddisfare le esigenze delle proprie forze aeree.
Gli uffici tecnici della Hongdu Aviation Industry Corporation e della Pakistan Aeronautical Complex riuscirono a progettare un velivolo dalle buone qualità aerodinamiche ad un prezzo abbordabile, in maniera tale da affermarsi sul difficile mercato dei paesi non molti ricchi.
Il prototipo venne portato in volo per la prima volta il 21 novembre 1990, e dopo 3 anni di test a terra e in volo, nel 1993 fu avviata la produzione in serie; il JL-8 divenne operativo nel 1994. Gli esemplari adottati dalla Pakistan Air Force sono stati designati K-8 Karakorum (come pure gli esemplari destinati all'esportazione), come la catena montuosa che separa la Cina e il Pakistan.
Anche se il principale ruolo del JL-8 è quello di addestratore intermedio, esso può essere, opportunamente armato utilizzato come aereo da attacco leggero.
L'addestratore è stato costruito anche in Egitto, su licenza; e dal 1993 risultano essere stati costruiti oltre 500 esemplari nelle varie versioni.

## Utilizzatori

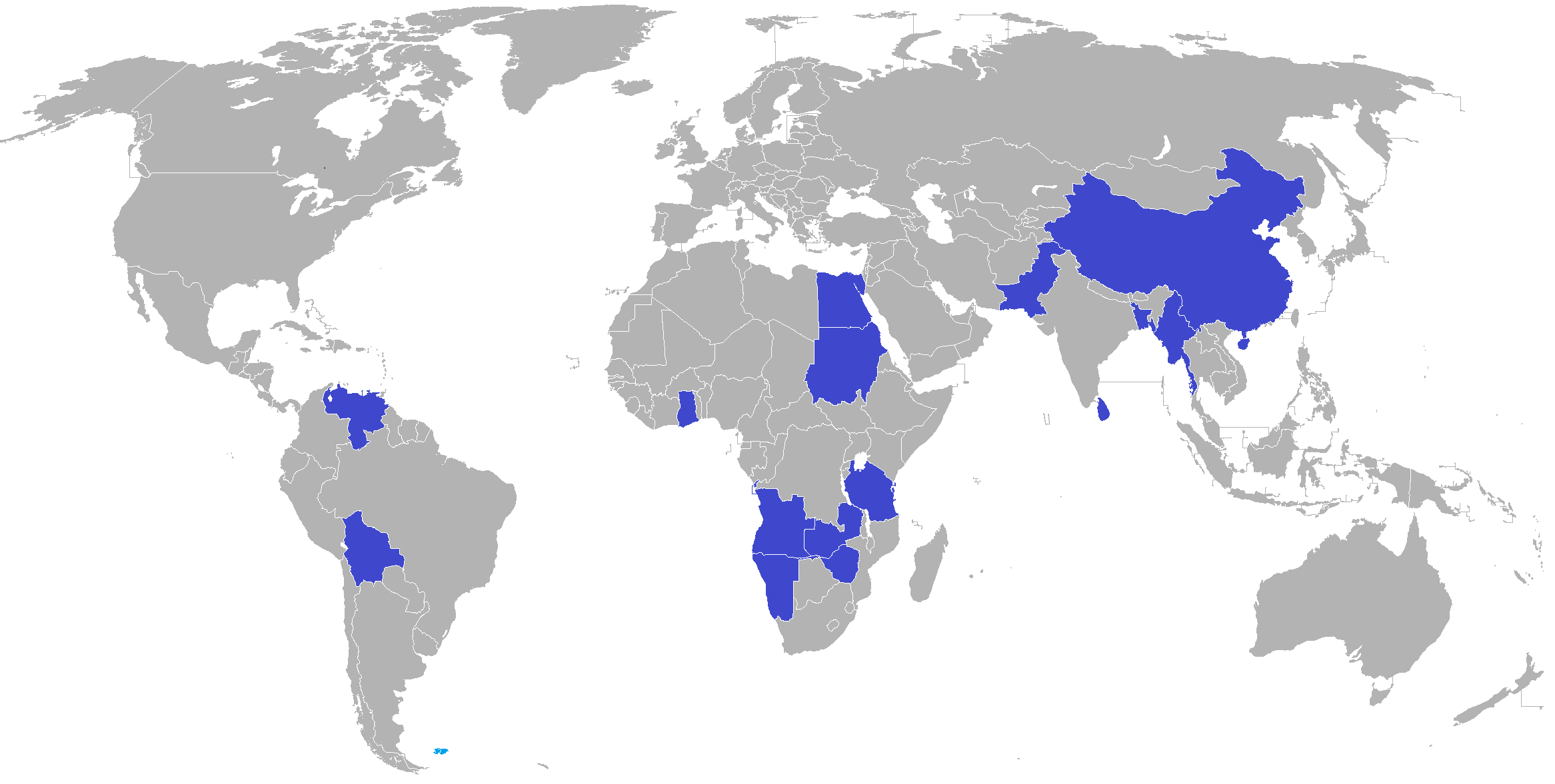
Mappa degli stati che impiegano il JL-8/K-8 Karakorum.

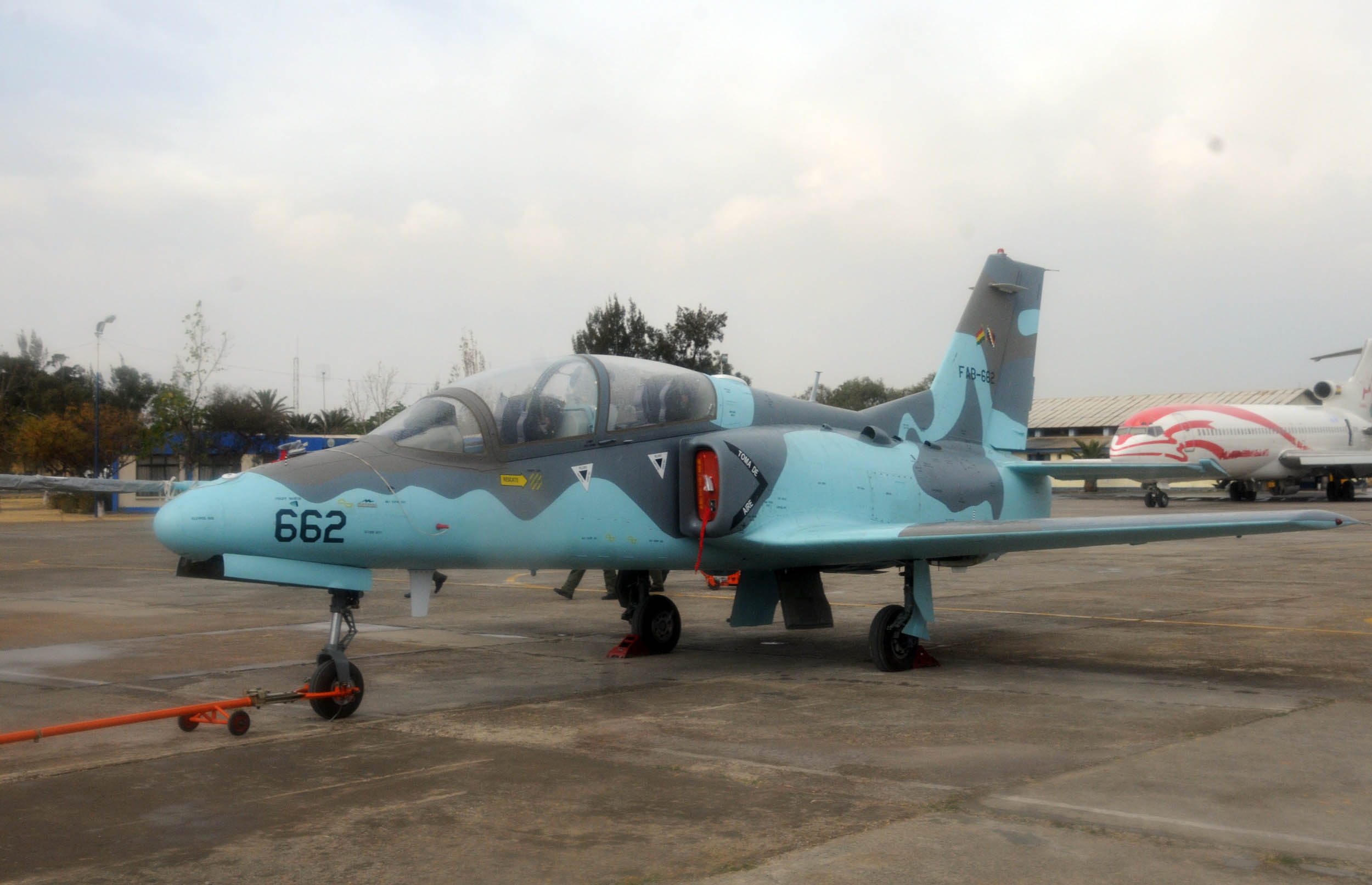
Un K-8 Karakorum della Fuerza Aérea Boliviana.

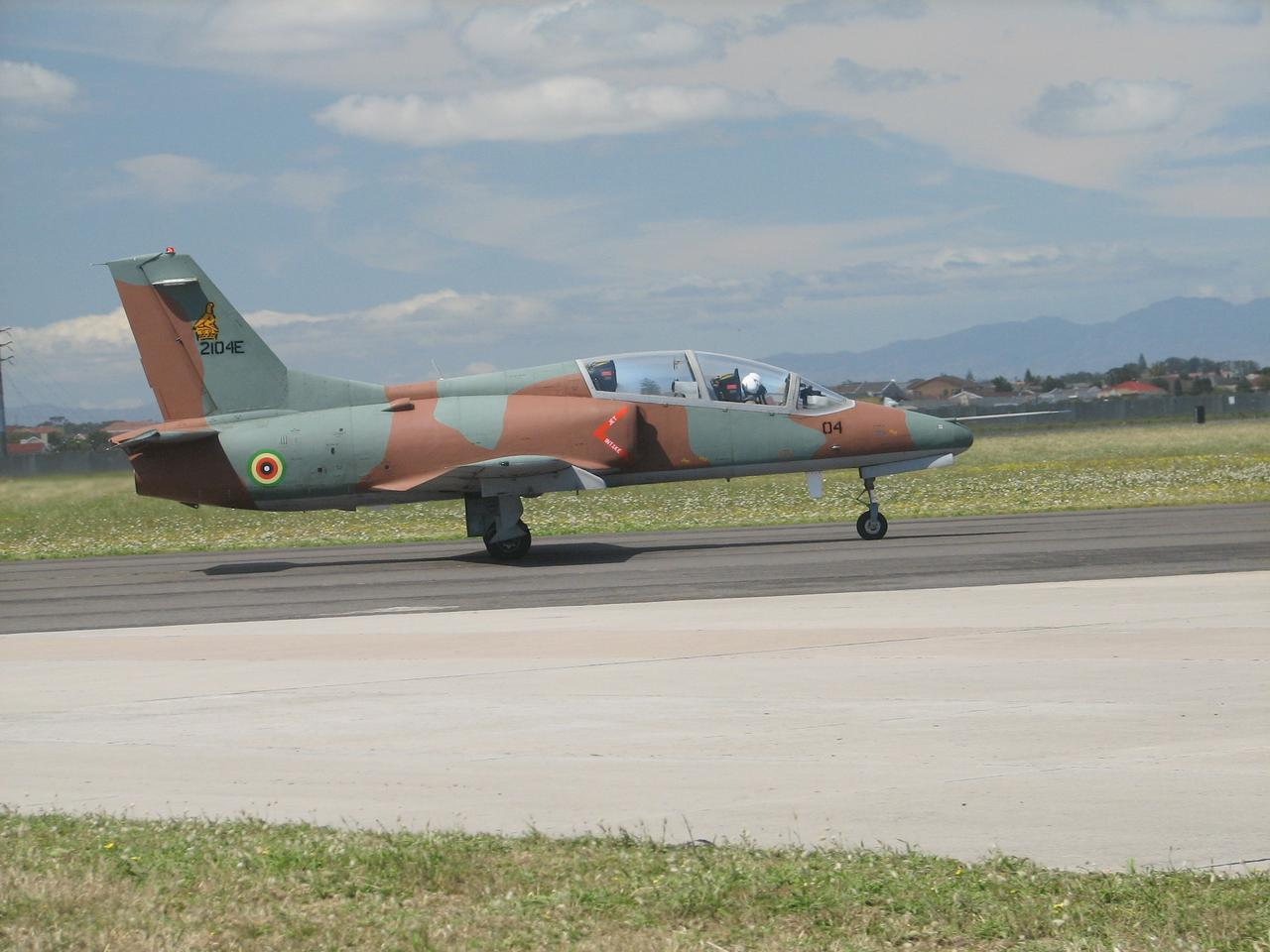
Un esemplare dell'addestratore cino-pakistano K-8 Karakorum in dotazione alla Air Force of Zimbabwe.

Angola
- Força Aérea Nacional Angolana

12 K-8W ordinati nel 2018 e consegnati in due lotti da 6 aerei a gennaio e dicembre 2020.
 Bangladesh
- Bangladesh Biman Bahini

9 K-8W acquistati nel 2014. Ulteriori 23 K-8W sono stati ordinati a giugno 2018.
 Birmania
- Tatmadaw Lei

62 K-8 Karakorum di cui 12 ordinati nel 1998/99 ed ulteriori 50 ordinati nel 2010. Al dicembre 2016, 18 esemplari consegnati
 Bolivia
- Fuerza Aérea Boliviana

6 K-8VB consegnati a partire dal 2011. Uno dei sei esemplari in servizio è stato perso il 24 marzo 2021. Un ulteriore velivolo è stato perso il 27 gennaio 2023, portando a 4 il numero di aeromobili in servizio.
 Cina
- Zhongguo Renmin Jiefangjun Kongjun

180 esemplari ordinati, 170 in servizio al maggio 2018.
 Egitto
- El Qūwāt El Gawīyä El Maṣrīya

120 K-8E Karakorum, di cui 40 costruiti localmente su licenza, ordinati nel 2005. 118 in servizio al giugno 2019.
 Ghana
- Ghana Air Force

4 K-8G Karakorum, 2 consegnati nel 2007 e 2 nel 2008.
 Laos
- Lao People's Liberation Army Air Force

4 K-8 ricevuti a gennaio 2024.
 Namibia
- Namibian Air Force

12 K-8A consegnati.
 Pakistan
- Pakistani Fida'iyye

60 esemplari ordinati ed entrati in servizio a partire dal 1994.
 Sri Lanka
- Aeronautica militare dello Sri Lanka

3 sono stati consegnati nel luglio 2005. 7 in servizio nel 2022.
 Sudan
- Al-Quwwat al-Jawwiyya al-Sudaniyya

5 in servizio nel 2022. 1 perso il 20 settembre 2018.
 Venezuela
- Aviación Militar Venezolana

18 K-8W (nell'ordine erano compresi 100 missili aria-aria PL-5E) acquistati nel 2010-2012 più un ulteriore lotto di 9 esemplari ordinati successivamente. 4 esemplari sono andati perduti in diversi incidenti nel 2010, 2012, 2013 e 2022.
 Zambia
- Zambia Air Force

8 K-8P ricevuti nel 1999. Ulteriori 8 K-8P ricevuti il 12 aprile 2012.
 Zimbabwe
- Air Force of Zimbabwe

12 Karakorum consegnati a partire dal 2006; 1 è andato perso nel 2008 e 1 nel 2015.

## Velivoli comparabili
Italia
- Aermacchi MB-339;

 Argentina
- FMA IA-63 Pampa;

 Regno Unito
- Hawker Siddeley Hawk;

 Romania
- IAR 99 "Şoim" ("Falco");